# Dardo (ruisseau)
Pour les articles homonymes, voir Dardo.
Le Dardo est un ruisseau du département de la Corse-du-Sud de la région Corse. Il a son embouchure en mer Méditerranée.

## Géographie
D'une longueur de 6,9 kilomètres, le Dardo prend sa source sur la commune de Piana à l'altitude de 1 200 mètres sous le nom de ruisseau de Piazza Moninca, sous Capu di u Vitullu (1 292 m).
Il prend le nom de ruisseau de Dardo à partir de sa confluence avec le ruisseau de Rondinaghia. Son cours est orienté d'est en ouest jusqu'au pont de Cavallaghiu de la route D81. Il longe la forêt territoriale de Piana jusqu'à la confluence avec le ruisseau de Rondinaghia. À partir du pont qui marque l'entrée sud des calanques de Piana, le Dardo voit son cours dévié par le Capu Ghineparu (515 m) qui se dresse au milieu des calanques. Il le contourne à l'ouest et s'écoule dans des gorges profondes jusqu'à son embouchure au fond de l'anse de Dardo, à l'altitude 0 mètre, au nord du village de Piana, dans le golfe de Porto.
Les cours d'eau voisins sont :

### Communes et cantons traversés
Le ruisseau de Dardo même coule sur le territoire communal de Piana, mais il reçoit les eaux de confluents naissants sur les communes de Marignana et d'Ota.
En termes de cantons, le Dardo prend source et a son embouchure dans le seul ancien canton des Deux-Sevi, aujourd'hui dans le canton de Sevi-Sorru-Cinarca, dans l'arrondissement d'Ajaccio.

### Bassin versant
La superficie du bassin versant « Côtiers du ruisseau de Porto au ruisseau d'Esigna inclus » (Y792) est de 120 km2.

### Organisme gestionnaire
L'organisme gestionnaire est le Comité de bassin de Corse, depuis la loi corse du 22 janvier 2002.

## Affluents

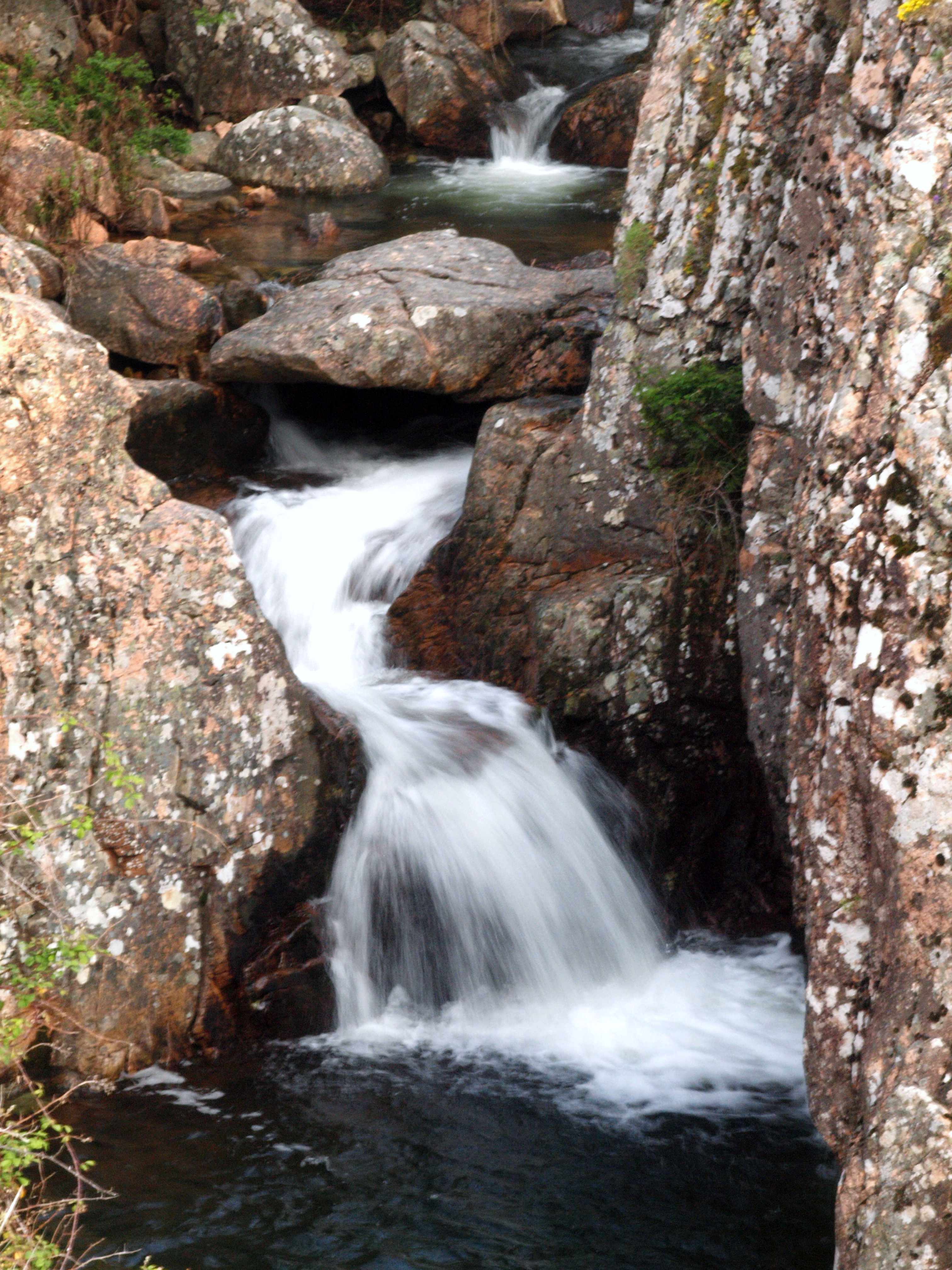
Le Dardo à son entrée dans les calanques de Piana

Le Dardo a un seul affluent référencé :
- le ruisseau de Rondinaghia (Y7921020) (rg[note 1]) 2,4 km, sur la seule commune de Piana.

### Rang de Strahler
Le rang de Strahler est de deux.

## Aménagements et écologie
Le Dardo est enjambé par le pont de Cavallaghiu de la route route D81 nommé « route du bord de mer », à l'entrée des calanques. À une cinquantaine de mètres en aval du pont, un petit mur est dressé sur son cours pour capter l'eau nécessaire au moulin qui existe toujours au lieu-dit « u Mulinu », au sud des fameuses calanques de Piana.

### Écologie
Les calanques de Piana qui sont inscrites sur la liste du patrimoine mondial de l'UNESCO golfe de Porto, avec le golfe de Girolata et la réserve de Scandola, sont aux limites du parc naturel régional de Corse.
Les calanques de Piana sont une ZNIEFF de type I décrite depuis 1985 pour 731 hectares sur les deux communes de Ota et Piana : Znieff 940004136 - Chênaie verte et Calanches de Piana

## Galerie

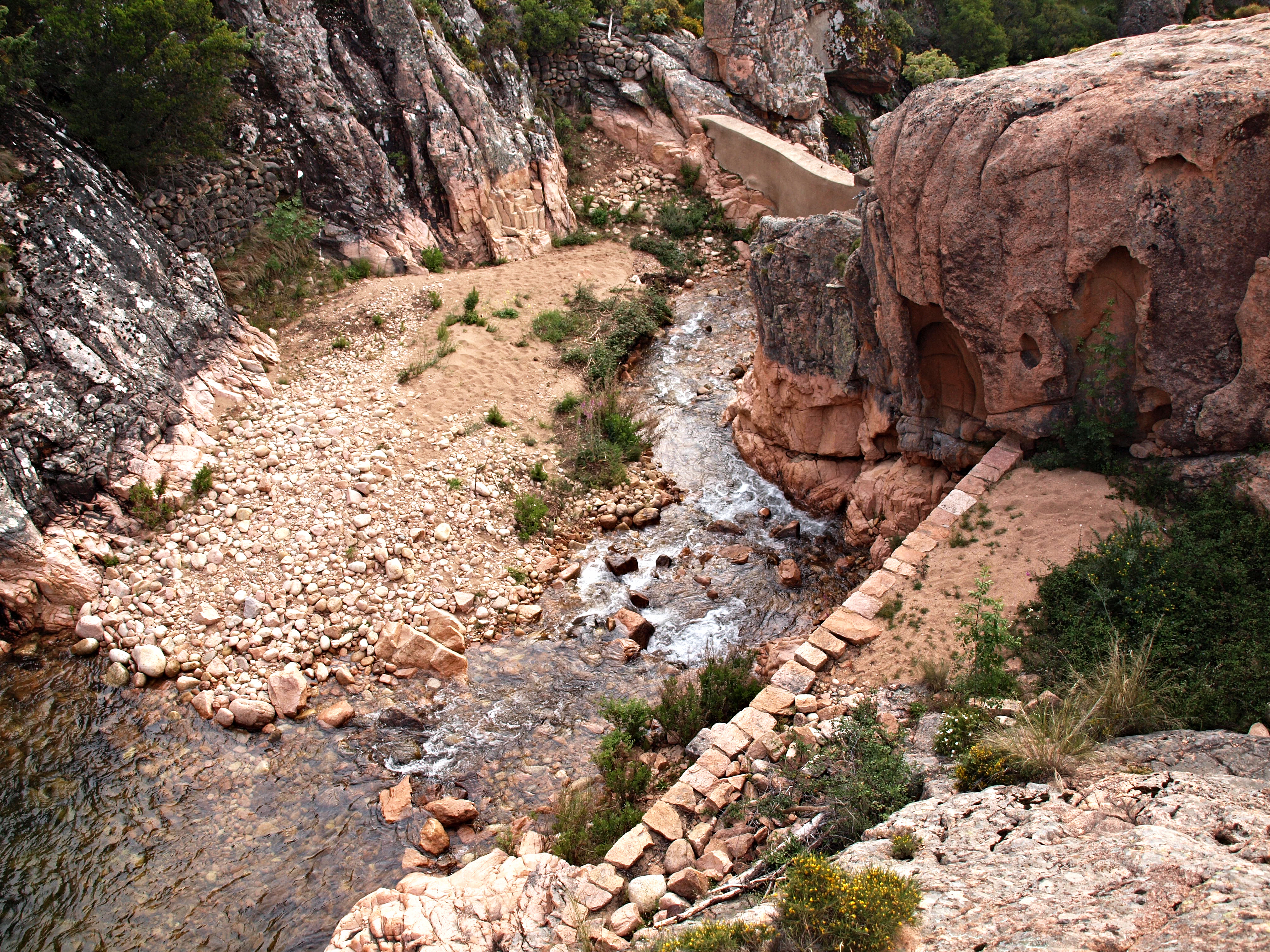
Mur de retenue d'eau au lieu-dit « u Mulinu »
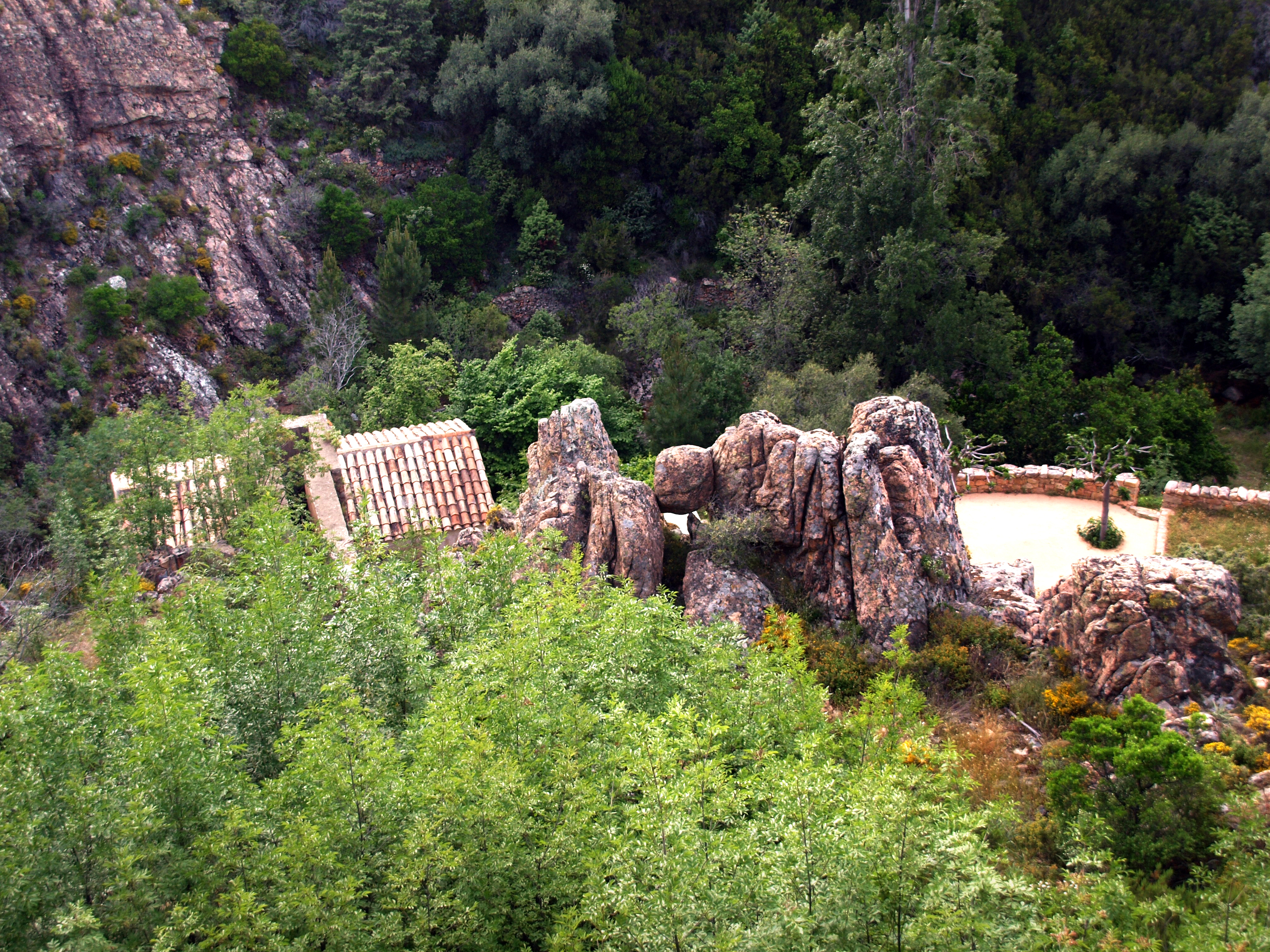
U Mulinu
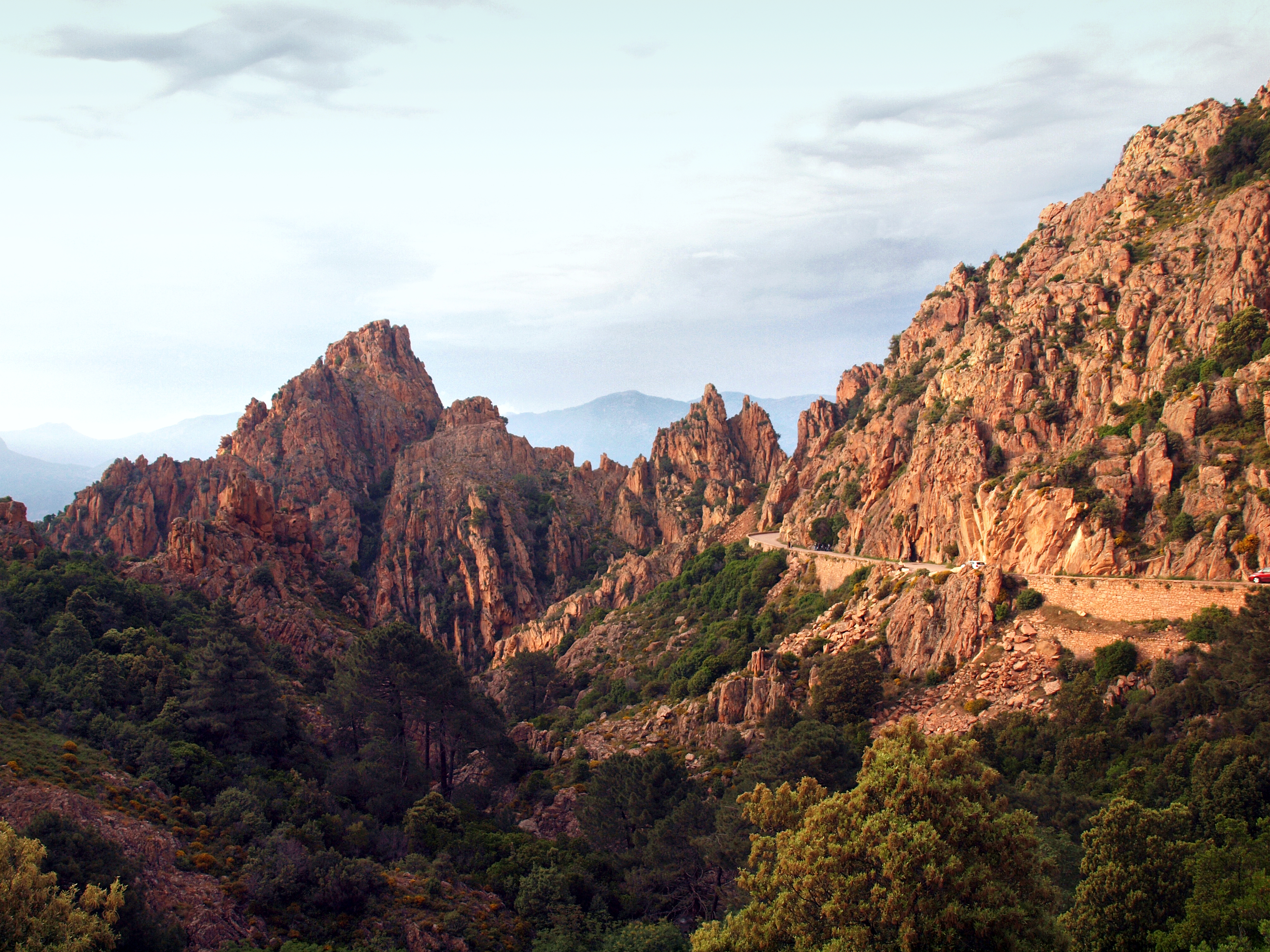
Vallon du Dardo dans les calanques.